# Polyplectropus perspersus
Polyplectropus perspersus är en nattsländeart som beskrevs av Wolfram Mey 1998. Polyplectropus perspersus ingår i släktet Polyplectropus och familjen fångstnätnattsländor. Inga underarter finns listade i Catalogue of Life.